# Paulx
Paulx là một xã thuộc tỉnh Loire-Atlantique, trong vùng Pays de la Loire ở phía tây nước Pháp. Xã này có diện tích 35,92 km2. Theo điều tra dân số năm 2006 của INSEE, xã có dân số 1779 người.